# Adersdorf (Gemeinde Wolfsbach)
Adersdorf ist ein Dorf in der Marktgemeinde Wolfsbach in Niederösterreich.

## Geografie
Adersdorf befindet sich südwestlich von Wolfsbach, unmittelbar nördlich der Westbahn und unweit des Bahnhofes St. Peter-Seitenstetten.

## Geschichte
Im Franziszeischen Kataster von 1822 ist Adersdorf mit vier Vierkanthöfen verzeichnet.